# Robin Williams: Come Inside My Mind
Robin Williams: Come Inside My Mind is een Amerikaanse documentairefilm uit 2018, geregisseerd door Marina Zenovich.
De film vertelt over het leven en de carrière van de in 2014 overleden Amerikaanse komiek en acteur Robin Williams. Het verhaal wordt verteld aan de hand van beelden van zijn films, televisieoptredens, stand-upcomedy-shows en interviews met onder anderen Whoopi Goldberg, David Letterman, Steve Martin en Billy Crystal.

## Release en ontvangst
Robin Williams: Come Inside My Mind ging op 20 januari 2018 in première op het Sundance Film Festival en kreeg positieve kritieken van de filmcritici met een score van 94% op Rotten Tomatoes, gebaseerd op 48 beoordelingen.